# トゥーニカ (小惑星)
トゥーニカ(1070 Tunica)は、小惑星帯の小惑星である。1925年11月20日にカール・ラインムートがハイデルベルクで発見した。当初は1926 RBという仮符号が付けられた。
ナデシコ科のイヌコモチナデシコ属(Tunica)にちなんで命名された。